# Tk
Tk es una aplicación libre multiplataforma y un conjunto de controles (widget toolkit). Es una biblioteca de elementos básicos para construir una interfaz gráfica de usuario (GUI).
Tk fue desarrollado por John Ousterhout como una extensión para el lenguaje de guiones (script) Tcl. También llamado "bindings", Tk puede ser usado por otros lenguajes como Perl, Python, y Ruby. Hay dos formas de usar Tk desde Perl: 	el módulo Tcl::Tk Perl que usa Tcl como un puente (este acercamiento proporciona más flexibilidad), y Perl/Tk tiene solo (solamente las extensiones adoptadas de Tcl/Tk disponibles). Python y Ruby también usan Tcl como puente para Tk.
Tk ha sido portado para correr en la mayoría de las variantes de Linux, Apple Macintosh, Unix, y Windows. Desde el Tcl/Tk 8, ofrece  "native look and feel" (por ejemplo, los menús y botones son mostrados de forma “nativa” en cualquier plataforma). También, hay varias extensiones que proveen externamente arrastrar y soltar (drag-and-drop), ventanas no-rectangulares y controles originales.
La más inusual característica de Tk son sus controles canvas y texto, los cuales proveen capacidades no halladas en casi ningún conjunto de controles similares.
Al igual que Tcl, Tk soporta Unicode dentro del Plano Multilenguaje Básico pero este todavía no ha sido extendido para manejar Unicode de 32-bit.